# Метіньйо
Абемлі Мето Сілу (фр. Abemly Meto Silu), більш відомий як Метіньйо (порт. Metinho, нар. 23 квітня 2003, Матаді) — бразильський футболіст конголезького походження, півзахисник швейцарського клубу «Базель».

## Ігрова кар'єра
Абемлі Мето Сілу народився 23 квітня 2003 року в Матаді, Демократична Республіка Конго, але переїхав до Бразилії у віці одного року після того, як його батько, Абель, втік з країни через релігійні переслідування. Оселившись у Ріо-де-Жанейро, Абель вигадав для свого сина ім'я Метінью, прийнявши зменшувальну форму свого справжнього імені Мето, що є поширеною традицією в Бразилії. Метіньйо займався футболом в академії «Мадурейри», з якої 2015 року потрапив до структури «Флуміненсе». Офіційно дебютував у першій команді 7 березня 2021 року у матчі Ліги Каріоки, чемпіонаті штату Ріо-де-Жанейро, вийшовши на заміну на 66-й хвилині у матчі проти «Португеза», який завершився поразкою з рахунком 0:3. Цей матч так і залишився для гравця єдиним за рідний клуб.
9 лютого 2021 року «Флуміненсе» погодився продати Метінйо у City Football Group, мережі, яка володіє кількома командами по всьому світу. Вартість становила близько 5 мільйонів євро плюс бонуси. Спочатку гравець мав перейти до нового клубу лише у 2022 році, але оскільки його не використовували в основному складі, компанія попросила про його достроковий перехід. В результаті 23 липня 2021 року було оголошено, що він став новим гравцем «Труа», французького клубу, що належить City Football Group. Він підписав п'ятирічний контракт, дійсний до червня 2026 року.
У своєму дебютному сезоні Метіньйо грав лише за резервну команду B клубу в Національному чемпіонаті 3, через що 2 липня 2022 року був відданий в оренду на сезон 2022/23 років у друголіговий бельгійський «Ломмел», яки теж належав до City Football Group. Він офіційно дебютував у першій команді 12 серпня 2022 року у першому турі сезону 2022/23 в стартовому складі проти «Дендера» і зіграв загалом 27 матчів за «Ломмель», у яких забив чотири голи. Після цього 31 серпня 2023 року Метіньйо перейшов на правах оренди у «Спарта» (Роттердам) на один сезон. Пізніше оренду було продовжено ще на один рік, але у січні 2025 року орендний контракт було достроково розірвано. Метіньйо зіграв загалом 41 матч за «Спарту», у яких забив двічі.
27 січня 2025 року Метінйо перейшов у нову оренду, цього разу до швейцарського «Базеля» до кінця сезону. За його підсумками бразилець став чемпіоном Швейцарії та володарем національного кубка, після чого 17 липня 2025 року «Базель» досяг угоди щодо викупу гравця, через що півзахисник підписав п'ятирічний контракт із швейцарським клубом. Станом на 18 липня 2025 року відіграв за команду з Базеля 12 матчів в національному чемпіонаті.

## Статистика виступів

### Статистика клубних виступів
Станом на 8 жовтня 2023
| Сезон             | Команда           | Чемпіонат         | Чемпіонат | Чемпіонат | Національний кубок | Національний кубок | Національний кубок | Континентальні кубки | Континентальні кубки | Континентальні кубки | Інші змагання | Інші змагання | Інші змагання | Усього | Усього | Усього |
| Сезон             | Команда           | Ліга              | Ігор      | Голів     | Ліга               | Ігор               | Голів              | Ліга                 | Ігор                 | Голів                | Ліга          | Ігор          | Голів         | Ігор   | Голів  |        |
| ----------------- | ----------------- | ----------------- | --------- | --------- | ------------------ | ------------------ | ------------------ | -------------------- | -------------------- | -------------------- | ------------- | ------------- | ------------- | ------ | ------ | ------ |
| 2021              | «Флуміненсе»      | ЛК                | 1         | 0         |                    | -                  | -                  |                      | -                    | -                    |               | -             | -             | 1      | 0      |        |
| 2021–22           | «Труа ІІ»         | НЧ3               | 8         | 2         |                    | -                  | -                  |                      | -                    | -                    |               | -             | -             | 8      | 2      |        |
| 2022–23           | «Ломмел»          | ЧПЛ               | 26        | 4         | КБ                 | 1                  | 0                  |                      | -                    | -                    |               | -             | -             | 27     | 4      |        |
| 2023–24           | «Спарта»          | ЕД                | 4         | 0         | КН                 | 0                  | 0                  |                      | -                    | -                    |               | -             | -             | 4      | 0      |        |
| Усього за кар'єру | Усього за кар'єру | Усього за кар'єру | 38        | 6         |                    | 1                  | 0                  |                      | -                    | -                    |               | -             | -             | 39     | 6      |        |

## Титули і досягнення
- Чемпіон Швейцарії (1):

«Базель»: 2024/25
- Володар Кубка Швейцарії (1):

«Базель»: 2024/25